# Diverticolo uretrale di Guérin
Il diverticolo di Guérin, chiamato anche diverticolo uretrale (o dell'uretra anteriore), diverticolo ventrale dell'uretra, fossa uretrale, recesso uretrale o seno uretrale è una depressione di notevoli dimensioni, situata al termine della fossa navicolare dell'uretra di gran parte dei mammiferi. Si tratta della più voluminosa e importante cripta uretrale, determinata dallo sbocco di molteplici dotti parauretrali delle ghiandole di Littré e di Guérin presso l'uretra navicolare. Attraverso questo profondo diverticolo, le ghiandole uretrali emettono un secreto lubrificante e fortemente antimicrobico, che protegge e sfiamma l'uretra maschile. È separata dalla fossa navicolare da una piega della mucosa costituita da creste uretrali fuse insieme: la valvola uretrale anteriore o di Guérin.
Nell'uomo, il diverticolo uretrale si trova sul tetto della fossa navicolare; è fortemente sviluppato, e prende il nome di Lacuna magna o seno uretrale di Guérin. Nei ruminanti, appare invece come una molteplice rientranza ramificata della fossa navicolare.

## Nomi e classificazione

### Nomi
Il diverticolo di Guérin viene anche chiamato diverticolo uretrale, diverticolo uretrale anteriore, diverticolo dell'uretra anteriore, diverticolo ventrale dell'uretra, diverticolo della fossa uretrale, seno di Guérin, seno uretrale, seno uretrale anteriore, seno dell'uretra anteriore, seno della fossa navicolare, fossa di Guérin, fossa uretrale, recesso di Guérin, recesso uretrale, depressione di Guérin, depressione uretrale.
Solo nell'uomo e in alcuni mammiferi, prende il nome di Lacuna magna urethrae (o urethralis).

### Eponimo
Il nome di questa lacuna è un eponimo del veterinario francese Alphonse Guérin.

### Classificazione
Il diverticolo uretrale è la più voluminosa e cospicua delle lacune uretrali. Poiché è separato dalla fossa navicolare da un setto, noto come valvola dell'uretra anteriore o di Guérin, alcuni manuali lo considerano una fossa uretrale a sé stante: da qui il nome fossa di Guérin. In altri manuali, è invece descritto come un diverticolo a fondo cieco (cul-de-sac) dell'uretra navicolare.

## Anatomia

### Forma e dimensioni
Non è facile descrivere il diverticolo uretrale, poiché sia la forma sia le dimensioni variano in modo notevole non solo da una specie all'altra, ma anche nel singolo individuo.
In linea di massima, nell'uomo questo recesso (chiamato Lacuna magna o seno di Guérin) appare come una profonda rientranza del tetto della fossa navicolare, di forma conica o fusoidale, esteso in genere per i 2/3 più distali della fossa navicolare. In alcune persone è una depressione appena accennata, mentre in altri uomini assume dimensioni notevoli, talora causa di lievi o moderati disturbi urinari. Lunghezza e larghezza possono variare da pochi mm fino ad alcuni cm, mentre l'altezza tende a non superare i 4 mm.
Nei ruminanti, la natura del diverticolo di Guérin (chiamato in genere diverticolo, fossa o seno uretrale) è soggetta a forti variabili, dipendendo in particolare dalle dimensioni e dalla foggia del processo uretrale (che nell'uomo è solo vestigiale). Gli equini, ad esempio, presentano un quadruplice seno uretrale, costituito da due depressioni simmetriche minori (a forma di uncino) e due recessi maggiori (di foggia tubulare), che rientrano ai lati della fossa navicolare. I seni minori misurano 5 - 15 mm di profondità, mentre quelli maggiori possono rientrare nel corpo spugnoso uretrale anche per 6 cm in direzione anticaudale; il loro diametro ammonta rispettivamente a 2 mm e 3 - 6 mm. Nei bovini, invece, il seno dell'uretra appare come una cavità piramidale (o conica) situata appena sotto il tetto della fossa navicolare, di dimensioni in genere ridotte (20 - 25 mm di altezza per 20 - 30 mm di diametro).
Negli altri mammiferi, il diverticolo di Guérin può assumere forme e dimensioni molto variabili, ma in genere segue il modello della Lacuna magna, apparendo come un cospicuo recesso a fondo cieco sul tetto della fossa navicolare. Nei roditori, questo diverticolo (spesso abbreviato in seno uretrale) appare molto simile alla Lacuna magna per collocazione e proporzioni.

### Descrizione
L'uretra maschile di tutti i mammiferi è circondata da un complesso fortemente ramificato e labirintico di ghiandole uretrali e periuretrali, appartenenti ad innumerevoli tipologie. L'uretra lacunosa, in particolare, è avvolta dalle suddette ghiandole fino a formare una complicata struttura simile ad un corallo, inclusa nel corpo spugnoso dell'uretra e nota come corpo glandulare o zona dei dotti parauretrali; tra i dotti più importanti, vi sono quelli delle ghiandole di Littré e di Guérin. Queste ghiandole riversano nell'uretra le proprie secrezioni, con funzione lubrificante, antinfiammatoria, fortemente antimicrobica e protettiva per il pavimento uretrale; svolgono inoltre un importante ruolo nella produzione del liquido preseminale. Gli orifizi dei dotti parauretrali formano delle cavità circolari nella parete uretrale, di dimensione variabile, chiamate lacune o cripte uretrali di Morgagni.
Il recesso di Guérin appartiene a queste lacune, ma è composto, e si differenzia per la forma peculiare e, soprattutto, per le notevoli dimensioni. Alla distensione appare come un profondo diverticolo a fondo cieco della fossa navicolare, rientrante nella tonaca mucosa profonda in direzione caudale, perpendicolare alla valvola di Guérin; nei bovini è invece un duplice recesso, mentre negli equini è costituito di quattro rientranze collegate, ed ha una struttura ramificata. A riposo, il seno di Guérin risulta ampiamente visibile ad occhio nudo, inoltre le sue dimensioni aumentano sensibilmente durante la distensione (incluse l'eccitazione e l'erezione).

### Dotti uretrali di Littré e di Guérin
Il diverticolo dell'uretra contiene i dotti periuretrali di varie ghiandole di Littré e di Guérin, sempre composte e spesso caratterizzate da un volume da un volume considerevole (circa 3 mm). Generalmente, le ghiandole sono collegate tra loro attraverso dei tubuli, formando una struttura fortemente ramificata; i loro dotti sono diretti separatamente attraverso la parete uretrale, sfociando nella stessa lacuna per tutto il suo volume (sia dai pavimenti, sia dalle pareti laterali).  Il loro secreto decorre nel diverticolo, per poi attraversare la valvola uretrale e sfociare nel tratto terminale della fossa navicolare.
Il seno di Guérin riceve i dotti di decine o persino centinaia di ghiandole composte; tuttavia non è possibile fornire una stima, poiché questo dato è fortemente variabile secondo le dimensioni della cripta e dei dotti stessi. In linea di massima, nell'uomo una piccola Lacuna magna può contenere i dotti di circa 50 ghiandole, mentre una lacuna molto sviluppata può ospitare anche 200 dotti e ghiandole. In caso di sviluppo eccessivo, questo numero può aumentare ad alcune centinaia di unità, ma la presenza di una lacuna troppo grande potrebbe risultare sfavorevole, causando talvolta disturbi urologici di varia entità.

## Nei ruminanti
Il diverticolo uretrale merita un'attenzione particolare in alcuni ruminanti, per le sue caratteristiche insolite. In particolare, viene studiata la sua struttura in bovini ed equini, poiché costituiscono i casi più rappresentativi. A differenza di quanto accade nell'uomo, in cui il processo uretrale è ridotto ad una mera vestigia sporgente dal meato uretrale esterno, nei ruminanti la forma e le dimensioni del processo uretrale influiscono in modo considerevole sull'anatomia del diverticolo uretrale, che si sviluppa entro la fossa prepuziale rientrando nel corpo spugnoso uretrale.

### Nei bovini
Nella maggior parte dei bovini sono presenti due seni uretrali, di forma conica o piramidale, simili a sacche; si sviluppano appena sotto il tetto della fossa navicolare, e rientrano in direzione anticaudale nella parete posteriore. Ciascuno di essi è separato dalla fossa centrale da una propria valvola uretrale di Guérin, di anatomia non dissimile da quella umana. I due seni uretrali sono collocati agli antipodi opposti della fossa navicolare, ai due lati del lume uretrale ed entro la fossa prepuziale, e rientrano brevemente nel corpo spugnoso dell'uretra.

### Negli equini
Negli equini, il seno uretrale è complesso e ramificato, e le sue caratteristiche dipendono anzitutto dall'anatomia del processo uretrale e della fossa prepuziale. Il diverticolo di Guérin è suddiviso in quattro rientranze del corpo spugnoso uretrale, situate ai lati dell'uretra, simmetriche e parallele tra loro. Si denotano nel dettaglio:
- Due rientranze minori, simili ad uncini, costituite da un piccolo canale che conduce ad un diverticolo sacciforme, simile ad una piccola fossa, a fondo cieco. Sono i due seni uretrali più vicini al lume dell'uretra, e decorrono parallelamente al canale urinario.[13][14][16]
- Due rientranze maggiori, di forma tubulare, costituite da due stretti canali a fondo cieco, in genere molto lunghi (anche 6 cm) ma dalla sezione ridotta (dell'ordine di 3 - 6 mm). Questi canali si spingono nel corpo spugnoso dell'uretra in direzione anticaudale, parallelamente all'uretra ed entro le pareti laterali della fossa del prepuzio.[31][16]

Ciascun diverticolo uretrale possiede la propria valvola di Guérin, per un totale di quattro valvole anteriori; le valvole dei seni maggiori hanno dimensioni superiori, ma la forma non differisce in modo particolare, mantenendosi semilunare. Nel complesso, alcuni manuali paragonano il sistema costituito dal diverticolo uretrale e dall'uretra alle dita di una mano: l'uretra (che prosegue nel processo uretrale) costituisce infatti il canale maggiore, e accanto ad essa decorrono i due diverticoli minori e quelli maggiori, agli estremi.
Nel complesso, emerge una struttura ramificata e complessa, che risulta soggetta all'accumulo di scorie, poiché le cavità sono separate dalla fossa navicolare da stretti canali, e costantemente soggette all'emissione di secrezioni periuretrali. Non è raro che queste scorie costituiscano corpi solidi di dimensioni anche notevoli, noti come sheath urethral beans, oppure calcoli uretrali primari.

## Nell'uomo
Nell'uomo, il diverticolo uretrale è chiamato anche seno uretrale di Guérin o Lacuna magna urethrae (o urethralis). Si trova sul tetto della fossa navicolare, in posizione tale che il pavimento inferiore del seno uretrale (piano) decorra pochi mm sopra il pavimento superiore della fossa (tetto).
La sua entità è fortemente variabile da un individuo all'altro, ma in caso di eccessivo sviluppo può provocare sintomi urinari lievi o moderati, che includono minzione dolorosa e difficoltosa (disuria, stranguria), dolore o bruciore uretrale (uretrodinia) perdite di sangue vivo uretrale (uretrorragia), sangue nell'urina (ematuria) o nell'eiaculato (emospermia), sgocciolamento (dribbling post-minzionale). Non è raro che, in seguito ad un trauma o a flogosi, l'allargamento delle ghiandole uretrali (e di conseguenza delle lacune di Morgagni) porti alla formazione di cisti uretrali ed eventualmente di un diverticolo uretrale patologico; questa anomalia è spesso evidenziata da emissione di pus (piuria).

## Clinica

### Patologie
Dal punto di vista clinico le lacune uretrali sono soggette, di riflesso, alle stesse patologie che coinvolgono i dotti uretrali in esse contenuti. Le più frequenti sono:
- Iperplasia, infezione (uretrite e periuretrite) e infiammazione.[64][65][66][67]

- Cisti uretrale o parauretrale: è possibile che le ghiandole sviluppino edemi e neoformazioni cistiche, a seguito di infezioni o lesioni iatrogene. Le cisti sviluppate nei dotti uretrali, o nel loro sbocco presso la lacuna (cioè l'orifizio del dotto), possono bloccare il drenaggio del secreto.[66][65][67] Questo fenomeno prende il nome di cisti del dotto parauretrale.[68][69][67]
- Diverticolo uretrale o parauretrale: dilatazione anomala e sacciforme dell'uretra, sporgente o rientrante, dovuta alla dilatazione delle ghiandole e dei dotti uretrali, che provoca un prolasso della parete. Può essere singolo o multiplo, e tende a formarsi dalle lacune di Morgagni da cui sbucano i dotti stessi.[61][62][63]
- Stenosi uretrale o valvola uretrale: restringimento anomalo del lume uretrale dovuto ad un anello (o cilindro, se allungato) di tessuto cicatriziale; è causato in genere da lesioni iatrogene, tra i più comuni problemi dell'uretra maschile.[70][71][72]
- Calcoli uretrali: formazione o deposito di calcoli (in genere di calcio o smegma) nella depressione del diverticolo; possono essere sia primari (cioè originati nella stessa lacuna) o più facilmente secondari (ovvero depositati al suo interno). Nei ruminanti è molto frequente la sedimentazione o il deposito di smegma, che origina voluminosi accumuli reniformi noti come sheath urethral beans.[73][74][75][76]
- Raramente ghiandole, dotti e lacune uretrali possono essere soggetti a fenomeni neoplastici.[77][78][79][80]

#### Catetere
La presenza di un catetere nel maschio può limitare o impedire il naturale drenaggio del secreto delle ghiandole parauretrali, con il rischio di provocare infezioni (uretriti) che possono eventualmente ascendere attraverso i dotti parauretrali, fino ad infiammare le ghiandole stesse. Viene inoltre limitato fortemente l'apporto del fattore antimicrobico uretrale e delle sostanze protettive, con il rischio di lasciare l'epitelio uretrale scoperto verso fenomeni infettivi o infiammatori. Questo fenomeno coinvolge in modo particolare le lacune di Morgagni, poiché costituiscono l'orifizio dei dotti uretrali e di conseguenza possono essere ostruite dalla presenza di un corpo estraneo.

### Patologie dei ruminanti
Solitamente nei ruminanti, a carico del seno e del processo uretrale possono formarsi agglomerati di sostanze di scarto (ad esempio smegma), reniformi, definite urethral beans (termine traducibile, letteralmente, come fave uretrali). A volte possono assumere dimensioni notevoli (anche di alcuni cm di diametro) o degenerare in calcoli uretrali primari, occludendo gli orifizi uretrali o causando dolore e difficoltà nella minzione; pertanto, si consiglia di monitorare la pervietà del diverticolo uretrale e ripulire eventuali impurità.
Nell'uomo queste concrezioni sono estremamente rare, tuttavia è possibile che a livello del diverticolo si formino calcoli uretrali (primari se insorti nella lacuna, secondari se depositati in essa dopo aver percorso l'uretra in direzione discendente); richiedono in genere rimozione chirurgica.